# Predator (Automarke)
Predator war eine britische Automarke.

## Markengeschichte
Mel Hubbard gründete 1999 das Unternehmen Manxbuggies in Dartford in der Grafschaft Kent. Er begann mit der Produktion von Automobilen und Kits. Die Markennamen lauteten u. a. Bounty, Manx und Prowler. Später zog er nach Wisbech in Cambridgeshire. 2001 brachte er zusätzlich ein Modell unter dem Markennamen Predator auf den Markt. 2002 setzte Buzzbugs Buggies unter Leitung von David Waspe die Produktion fort. 2004 endete die Produktion.
Laut einer anderen Quelle fertigte Buzzbugs, später umbenannt in Autobuzzi, unter Leitung von David Waspe Fahrzeuge dieses Markennamens von 1998 bis 2003, und seitdem East Coast Manx in King’s Lynn in Norfolk, später Uppingham in Rutland, unter Leitung von Rob Kilham. Im Mai 2015 listete die Internetseite von East Coast Manx allerdings keinen Predator auf.
Eine weitere Quelle gibt an, dass der Markenname Autobuzzi und der Modellname Predator lautete. Der Hersteller war demnach Autobuzzi, später umbenannt in Buzzbugs, in Fordham bei Ely in Cambridgeshire unter Leitung von David Waspe. Der Bauzeitraum soll von 2000 bis 2009 gewesen sein.
Insgesamt entstanden etwa 25 Exemplare.

## Fahrzeuge
Im Angebot stand nur ein Modell. Dies war ein VW-Buggy. Die Basis bildete das Fahrgestell vom VW Käfer, das um 40 cm gekürzt wurde. Darauf wurde eine offene Karosserie in Fiberglas montiert.